# Alma McLaughlin
Alma McLaughlin, conocida en la República Dominicana como Alma McLaughlin Simó de Trujillo y en los Estados Unidos como Alma McLaughlin Trujillo, (5 de agosto de 1921 – 13 de febrero de 2018) fue una figura pública dominicana y esposa del expresidente dominicano Héctor -Negro- Trujillo, el hermano menor del Dictador Dominicano Rafael Leónidas Trujillo. Fue primera dama de la República Dominicana desde el 12 de diciembre de 1959 hasta el 4 de agosto de 1960.
McLaughlin nació en el seno de una familia Blanca de clase alta en San Cristóbal, República Dominicana. Su padre fue el Coronel Charles McLaughlin, un Infante de Marina que llegó a la República Dominicana durante la Ocupación Americana de Santo Domingo 1916-1924. Su madre fue Zaida Simó Clark, una dominicana de ascendencia inglesa.
McLaughlin conoció y se comprometió con Héctor Trujillo in 1937, a los 16 años de edad. Sin embargo, no se casaron sino hasta 1959, cuando Héctor era presidente del país. pues el hermano mayor de Héctor Trujillo (Rafael Trujillo) no consintió en su matrimonio, ya que esperaba que Héctor, su hermano menor, cuidara de su anciana madre, en lugar de casarse.
Cuando la Dictadura de Trujillo terminó en 1961, McLaughlin y su esposo se exiliaron en Estoril, Portugal. más tarde se reubicaron primero en Panamá y luego en Miami, Estados Unidos, donde se establecieron permanente mente. Su esposo, Hector Trujillo, murió en 2002 a los 94 años de edad.
Alma McLaughlin murió en un hogar de ancianos en 2018, a los 97 años.